# Стереоскопический фотоаппарат

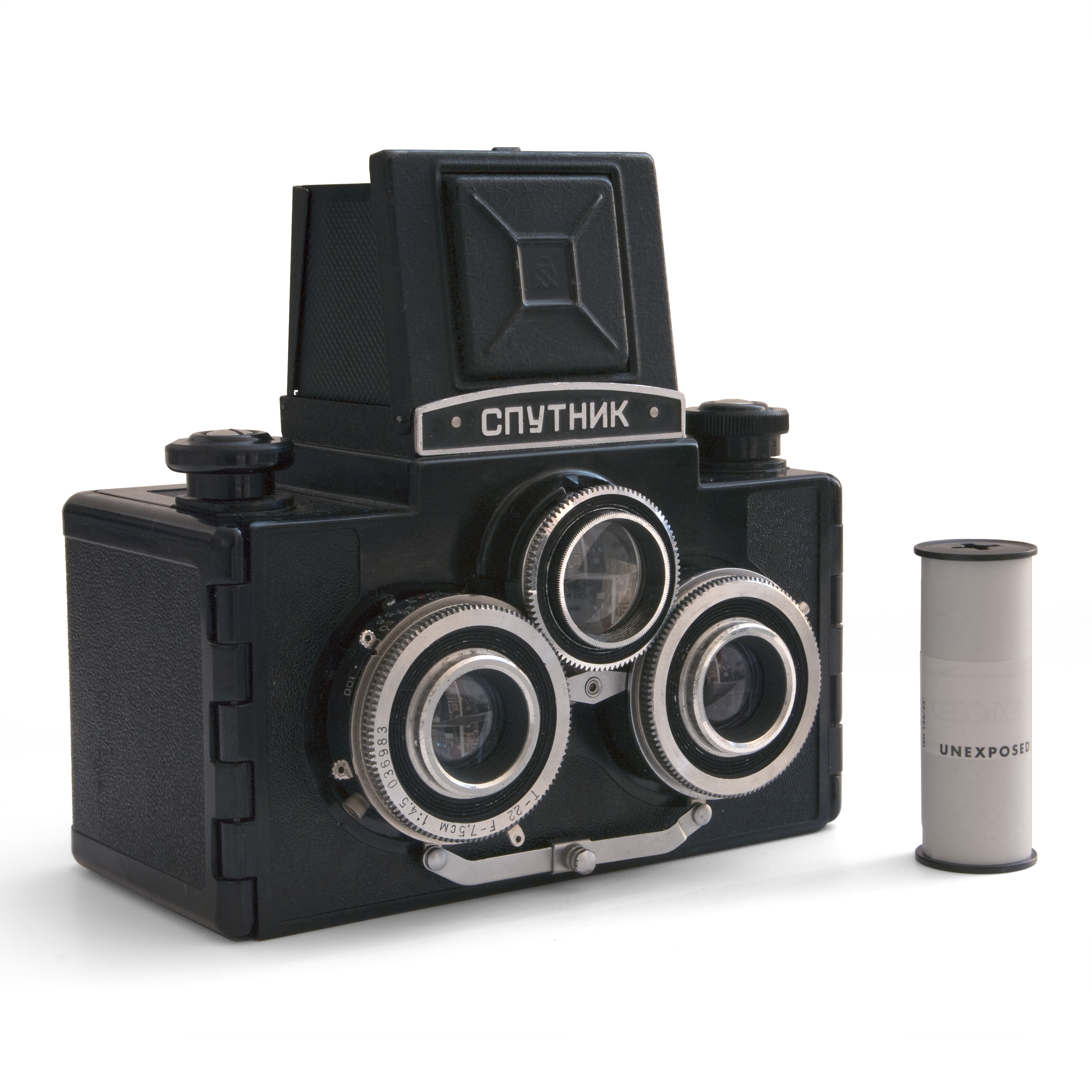
Трёхобъективный зеркальный стереофотоаппарат «Спутник» (центральный объектив — объектив зеркального видоискателя)

Стереоскопи́ческий фотоаппарат (стере́офотоаппара́т, стере́ока́мера) — тип фотоаппарата с двумя или более объективами, создающими стереопару. Существуют цифровые и плёночные стереофотоаппараты
Наличие нескольких объективов позволяет стереофотоаппарату за счёт параллакса осуществлять стереоскопическую фотосъёмку и создавать изображения с иллюзией объёмности.
Стереокамеры могут использоваться для создания стереообзоров, 3D-изображений для фильмов или для диапазонного отображения. Расстояние между объективами в стереокамере (стереобаза) такое же, как и расстояние между глазами человека и составляет около 64 мм. С увеличением расстояния до объекта фотосъёмки «глубина» уменьшается. Все фотоаппараты со статичной стереобазой также, как и глаза человека, в объёме «видят» только близкие объекты (посмотрите на Луну, она кажется плоской). Для 3D-фотосъёмки отдалённых объектов необходимо увеличивать расстояния стереобазы.

## Историческая справка

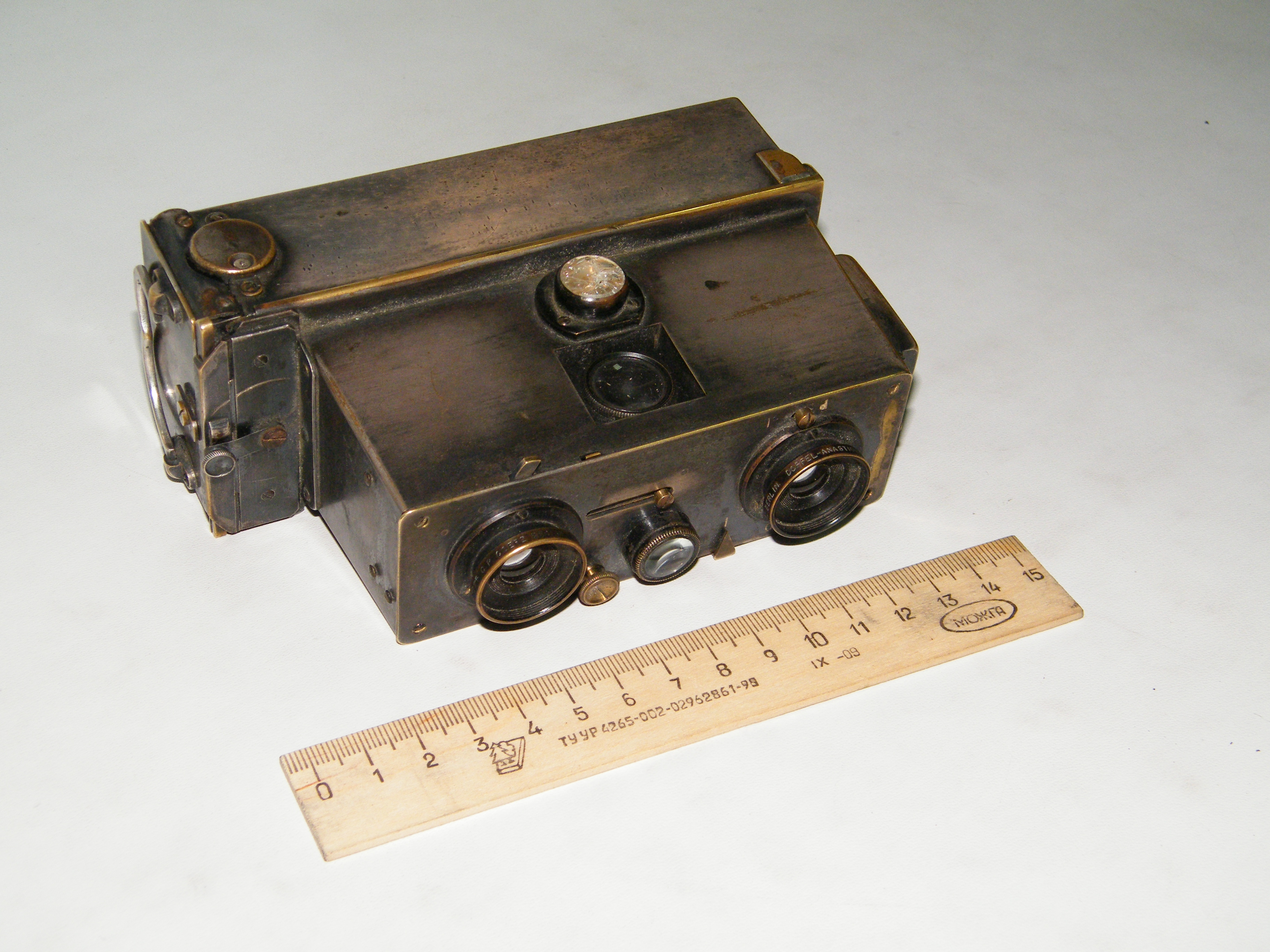
«Verascope», Франция, 1895 год

Стереофотоаппараты, как и стереофотография, были популярны во второй половине XIX века. Распространение технологии было так велико, что наличие стереоскопа и набора стереопар считалось обязательным в каждой состоятельной семье. Увлечение стереофотографией сошло на нет после появления кинематографа в конце XIX века.
В 1950-х годах наиболее массовым стереофотоаппаратом стал Stereo Realist и нескольких похожих, использовавших 35-мм плёнку для создания стереослайдов.
Стереокамеры иногда устанавливают на автомобилях, чтобы определять ширину полос или расстояние до объекта на дороге.
Не все двухобъективные камеры используются для получения стереоснимков. Двухобъективная зеркальная камера использует один объектив для фокусировки и просмотра композиции, а другой — для фиксации изображения на плёнке. Обычно такие камеры имеют вертикальную компоновку. Примером могут служить «Rolleiflex» или современная двухобъективная «Mamiya C330».

## Создание стереоизображения без стереофотоаппарата

Фотография ок. 1900 гг. Продавец буддийских сувениров. Автор Тамотсу Енами.

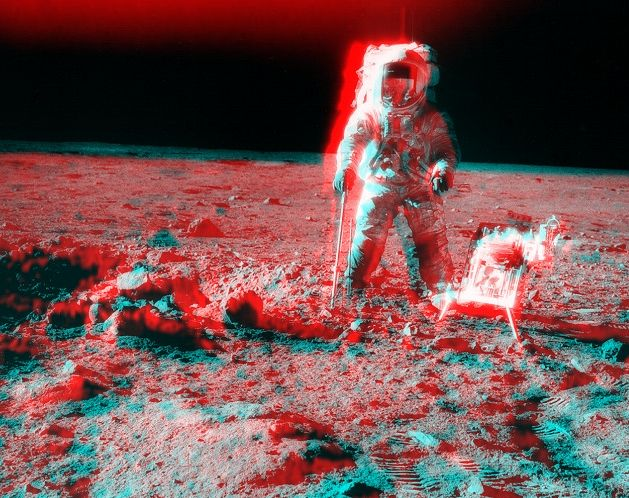
Астронавт «Аполлона-12» Пит Конрад. Анаглифная версия.

Следуя принципу, использованному в стереофотоаппаратах для создания 3D-изображений, можно создавать объёмные снимки, используя обычную фотокамеру, экономя при этом средства, необходимые для покупки специального стереоустройства. Для этого достаточно просто сделать два снимка, сместив при этом фотоаппарат перед вторым нажатием на кнопку затвора на несколько сантиметров вправо или влево. При съёмке удалённых объектов (пейзажей) смещение может понадобится больше, от нескольких метров. (Метод «с ноги на ногу»: левое изображение снимается при опоре фотографа на левую ногу, правое — на правую. Таким методом сняты все стереоизображения высадок «Аполлон» на Луну). Если изображение отредактировать так, чтобы каждый глаз видел отдельное изображение, составной снимок получится объёмным. При этом методе возникают проблемы со смещением объектов на разных снимках, но при компьютерном редактировании стереопара получается приемлемого качества. При движении, например, если снимать с корабля или самолёта, можно получить стереоизображение берега или облаков. Это позволяет увидеть объём там, где его обычно не замечают — на очень далёких объектах. При съёмке с сильно увеличенной стереобазой следует иметь в виду что субъективно объекты на таких изображениях могут выглядеть «мультяшно», как уменьшенные макеты реальных объектов. Метод «с ноги на ногу» имеет существенный недостаток — сцена должна быть статичной, невозможно снять движущийся объект.
Чтобы снять движущийся объект, или снять стереовидео, можно зафиксировать оба ракурса одновременно в одном кадре с помощью зеркала. Их может быть от одного до четырёх. Полученные фотографии могут потребовать преобразований (например, зеркальное отражение) в СтереоФото Мейкер
Есть и готовые стереонасадки, надеваемые на объектив фотоаппарата. Такая насадка содержит зеркала, расположенные под углом 45° (или призмы), сводящие изображение из левого и правого объективов в один кадр. Для уменьшения габаритов и упрощения практического использования такие насадки дополняются линзами, функционально заменяющими штатный объектив. Подобные стереообъективы выпускаются как крупнейшими изготовителями фототехники, так и сторонними организациями как ранее для плёночных, так и теперь для цифровых фотокамер.
К примеру, Loreo 3D lens: 3D + объектив на одной базе — зеркально-линзовый адаптер, устанавливаемый вместо штатного объектива современных однообъективных зеркальных фотоаппаратов. Различаются версии с различным байнетом, кроп-фактором и углом зрения: нормальные, широкоугольные и макро.
Два фотоаппарата могут быть объединены в парные сборки, в которых они управляются и срабатывают одновременно. Для неподвижных изображений синхронное управление можно обеспечить доработанным штативом и одновременным нажатием кнопок затвора на обеих камерах, однако это мало применимо для движущихся объектов. Определённые модели камер могут быть адаптированы изменением прошивки, управляющей обработкой изображения внутри камеры. Программное обеспечение для срабатывания затвора ведомой камеры от затвора ведущей распространяется открыто (по лицензии «open source»).

## Конструкции стереокамер

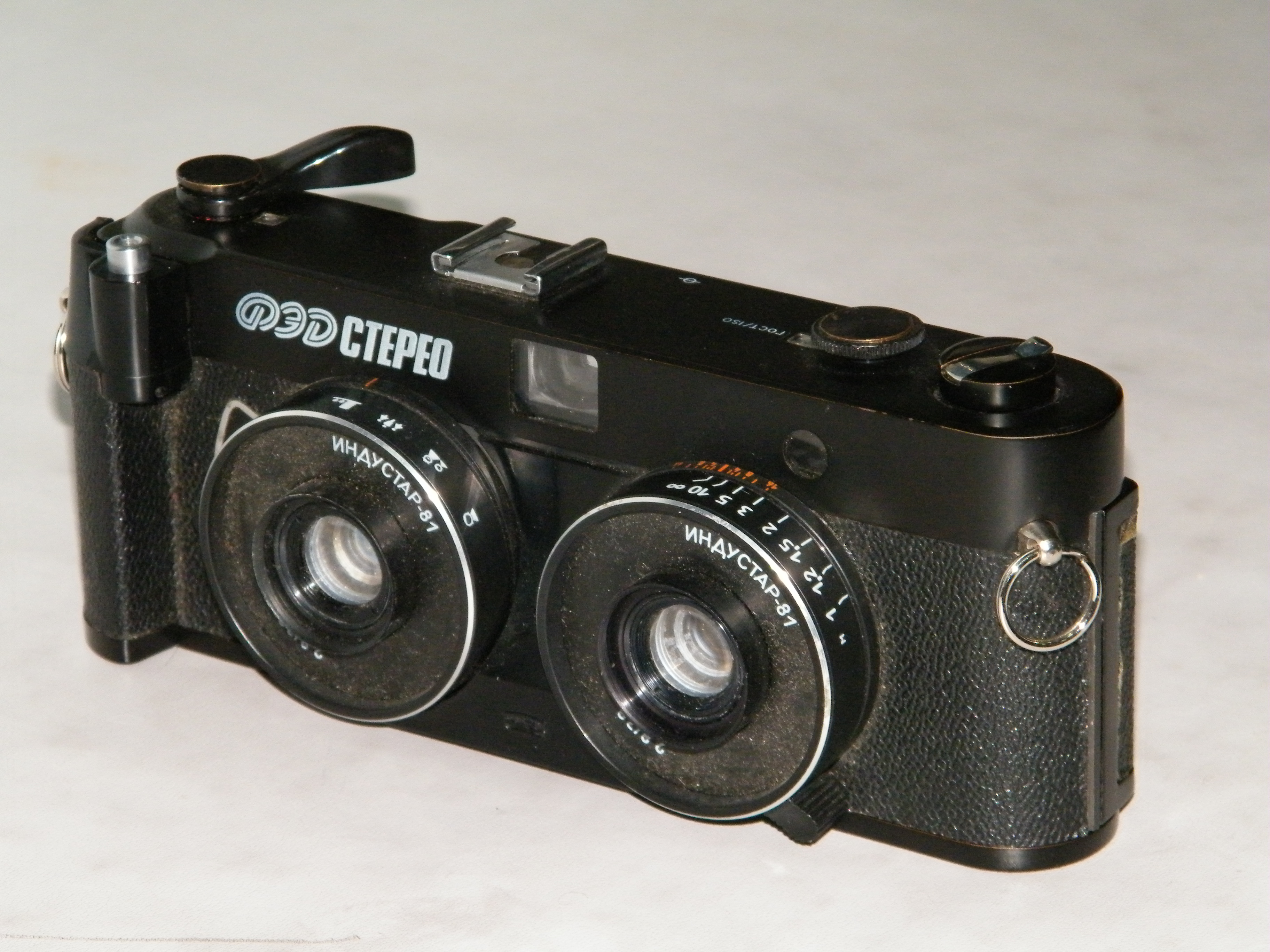
Стереофотоаппарат «ФЭД-Стерео»

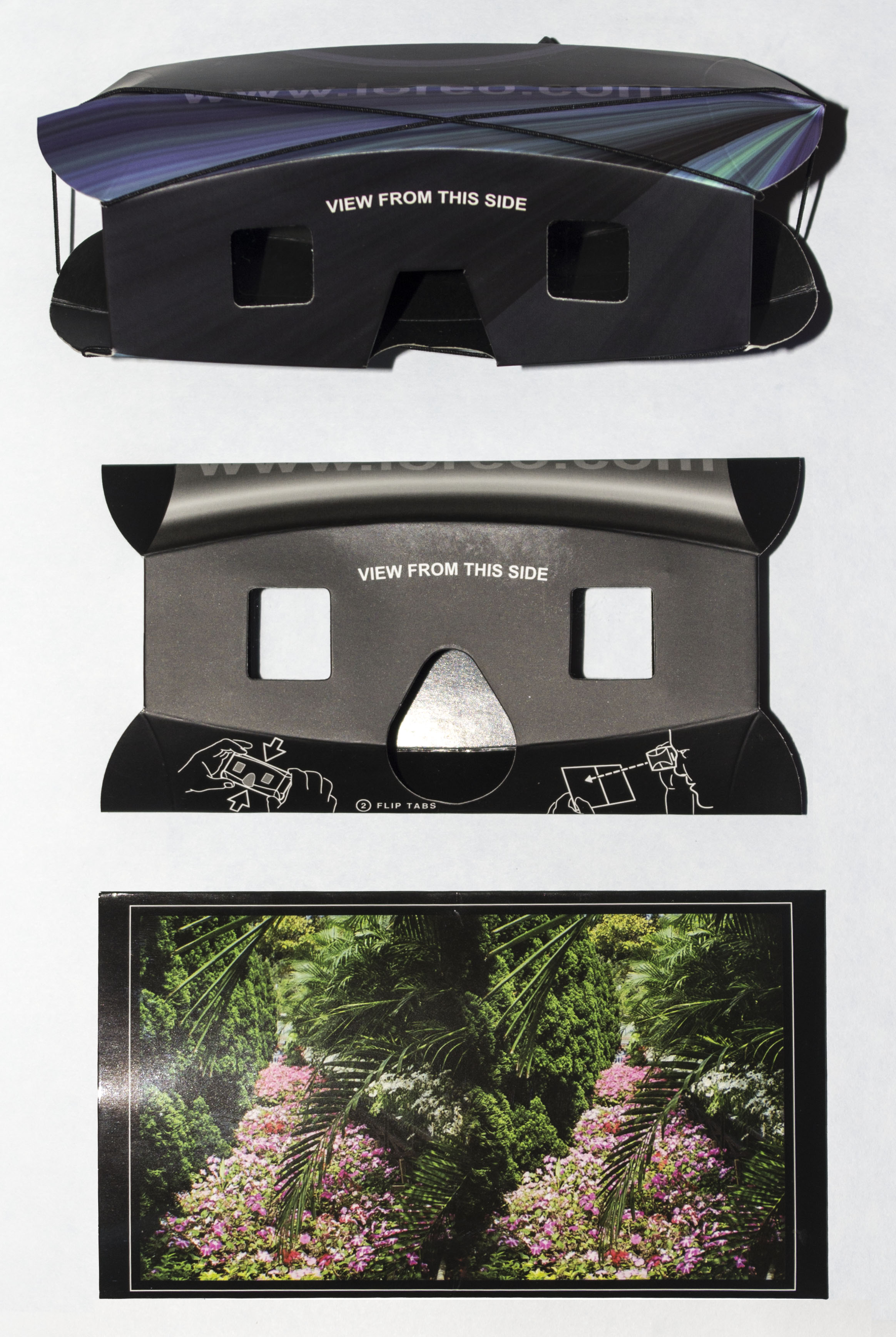
Стереоочки Loreo (внизу — упаковочный конверт с примером стереофотографии)

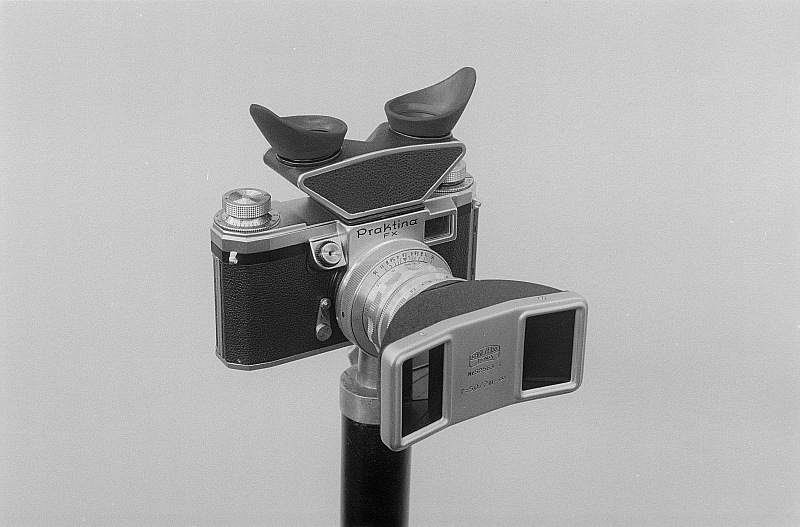
Фотоаппарат «Praktina FX» со стереонасадкой

Существует много конструкций камер, позволяющих получать стереоизображения, большинство из которых уже не производится. Наиболее примечательные из них:
- Verascope (Франция, 1895) — в фотоаппарате находится магазин на 10 фотопластинок, замена отснятой пластинки на новую производится выдвиганием-вдвиганием рукоятки на магазине. Отснятая фотопластинка перемещалась за экспонированные.
- Stereo Realist (1947—1971) — камера, создающая на 35-мм фотоплёнке стереопары с размером кадра 24×24 мм (формат «Realist»). Её появление на рынке привело к появлению клонов аналогичных фотоаппаратов, а также аксессуаров для просмотра стереоскопических диапозитивов (стереоскопы, стереоскопические диапроекторы), которые действительно популярны и по сей день.
- Kodak Stereo Camera (1954—1959) — фотоаппарат фирмы Kodak формата Realist, который за всё пятилетнее время предложения, действовавшего на западном рынке, побил продажи самого Stereo Realist.
- View-Master Personal Stereo Camera (1952) — камера, создающая на 35-мм фотоплёнке стереопары с размером кадра 12×12 мм. Особенность фотоаппарата — нижний ряд стереопар экспонировался при прямой, а верхний — при обратной перемотке плёнки. Выпускался диапроектор оригинальной конструкции (см. фото).
- RBT — камера RBT, ценой в несколько десятков тысяч рублей, производится в Германии. Создана путём перекомпоновки из двух профессиональных 35-мм камер высочайшего класса в одну стереокамеру.
- Nimslo[5] (1980) — первая компактная стереокамера, рассчитанная на широкого потребителя, предназначенная для создания стереоизображений, видимых без стереоочков или специальной техники. Технология лентикулярных растровых линз предусматривала получение стереоизображений под слоем прозрачной пластмассы, наружная поверхность которой была покрыта большим количеством цилиндрических линз (по этой технологии выпускают «переливающиеся» карманные календари, открытки). Фотоаппарат спросом не пользовался и производство было прекращено, но за ним последовало появление большого количества трёх- и четырёхобъективных клонов, продававшихся вплоть до 1990-х годов.

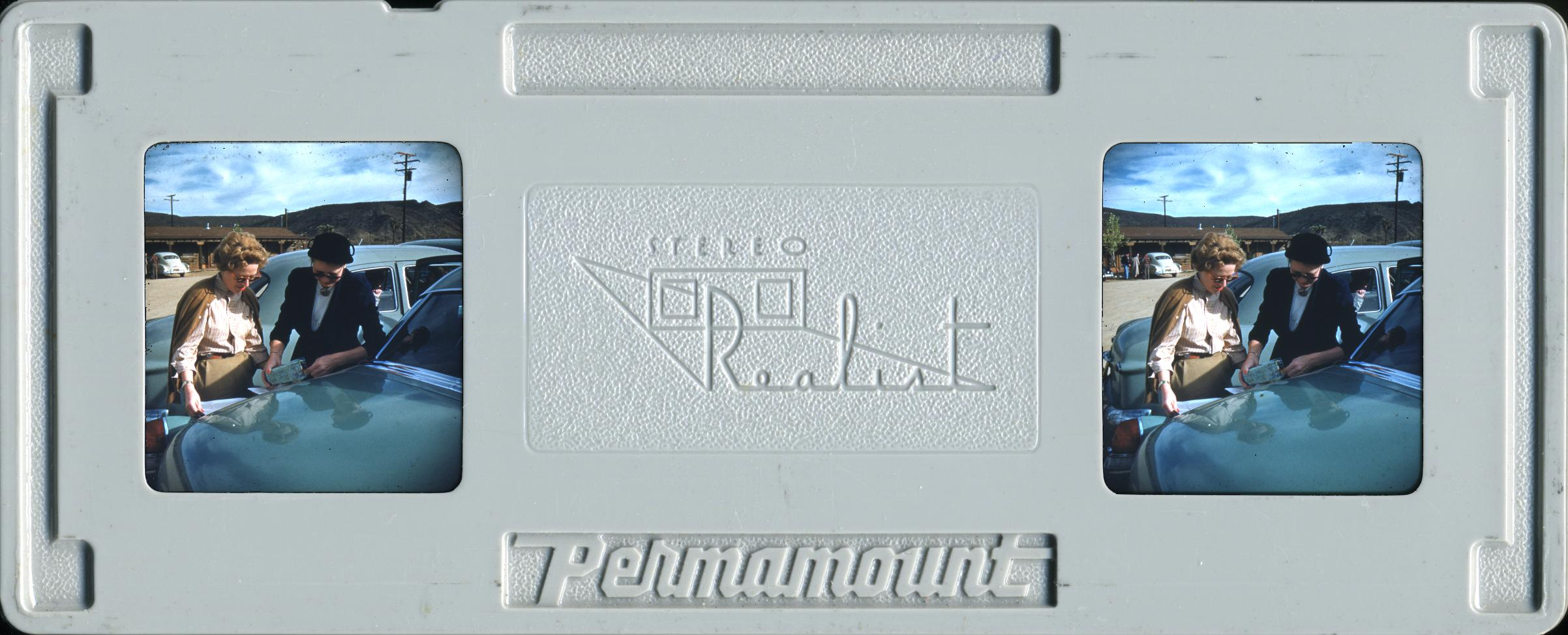
Стереоскопический диапозитив формата «Realist»
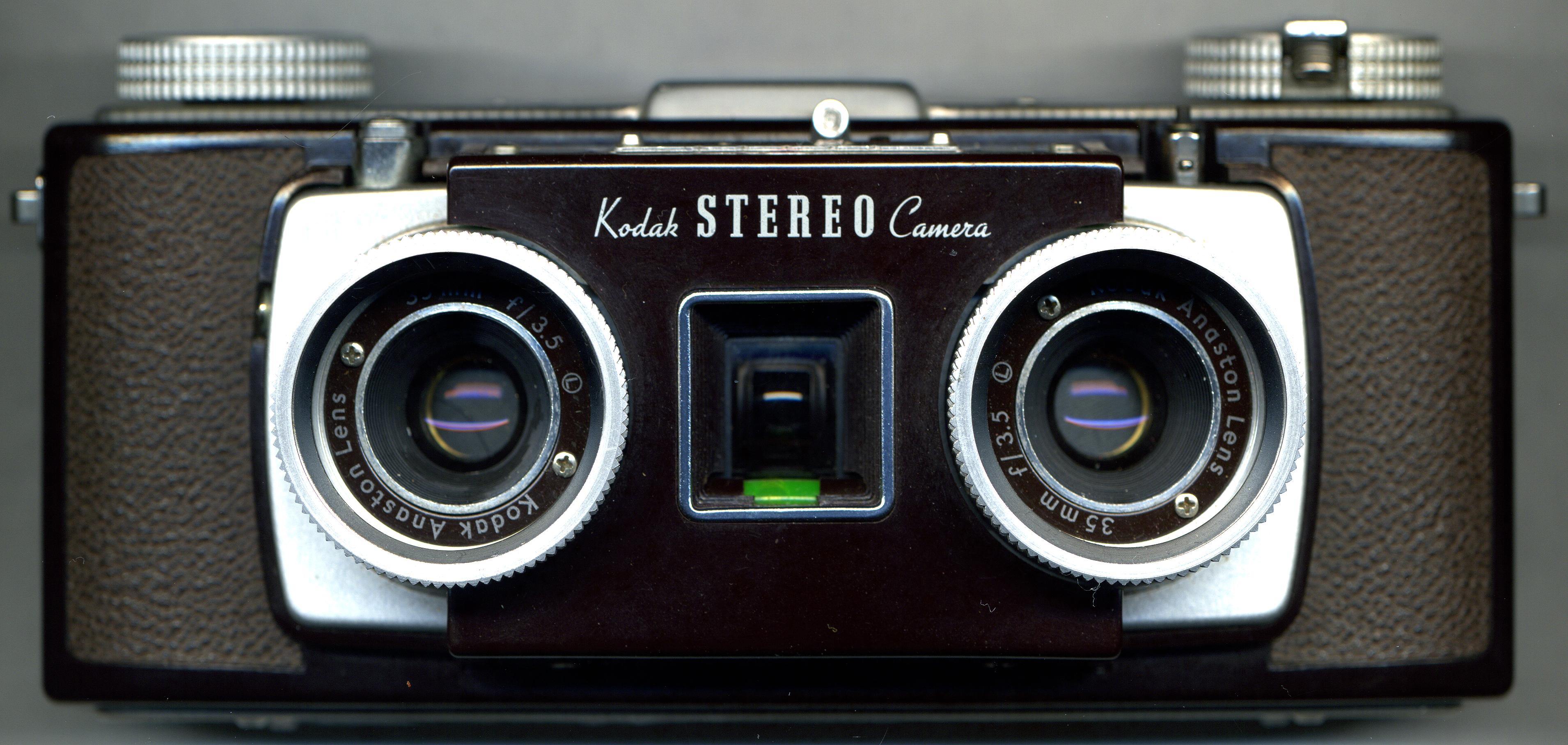
Kodak Stereo Camera
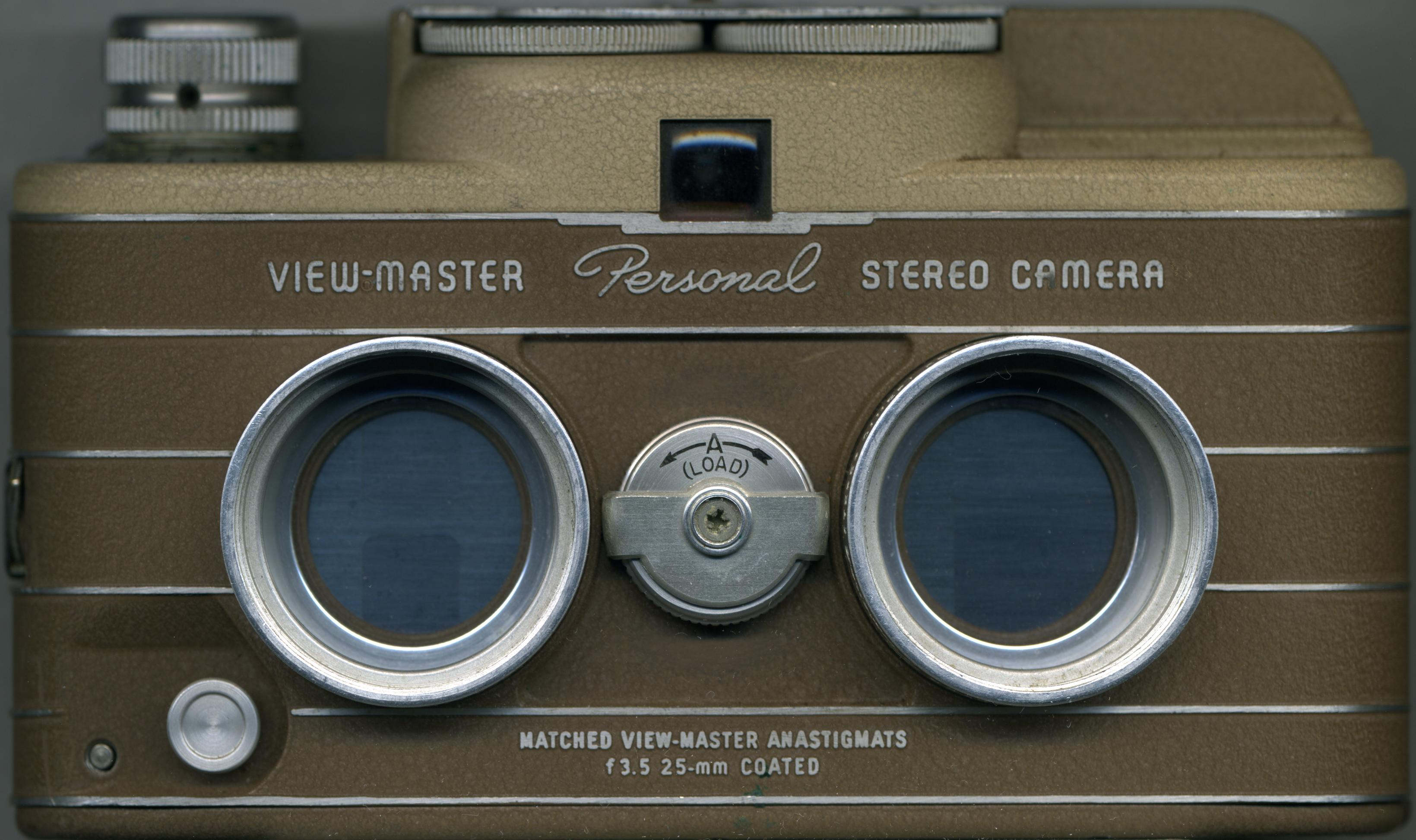
View-Master Personal Stereo Camera
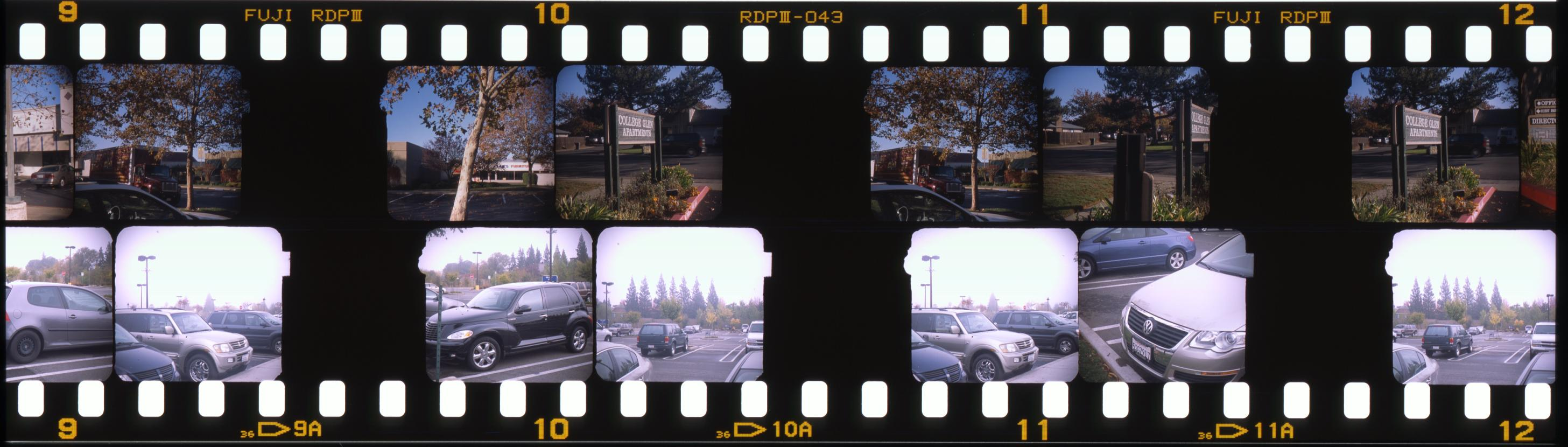
Фотоплёнка, отснятая камерой View-Master Personal Stereo Camera
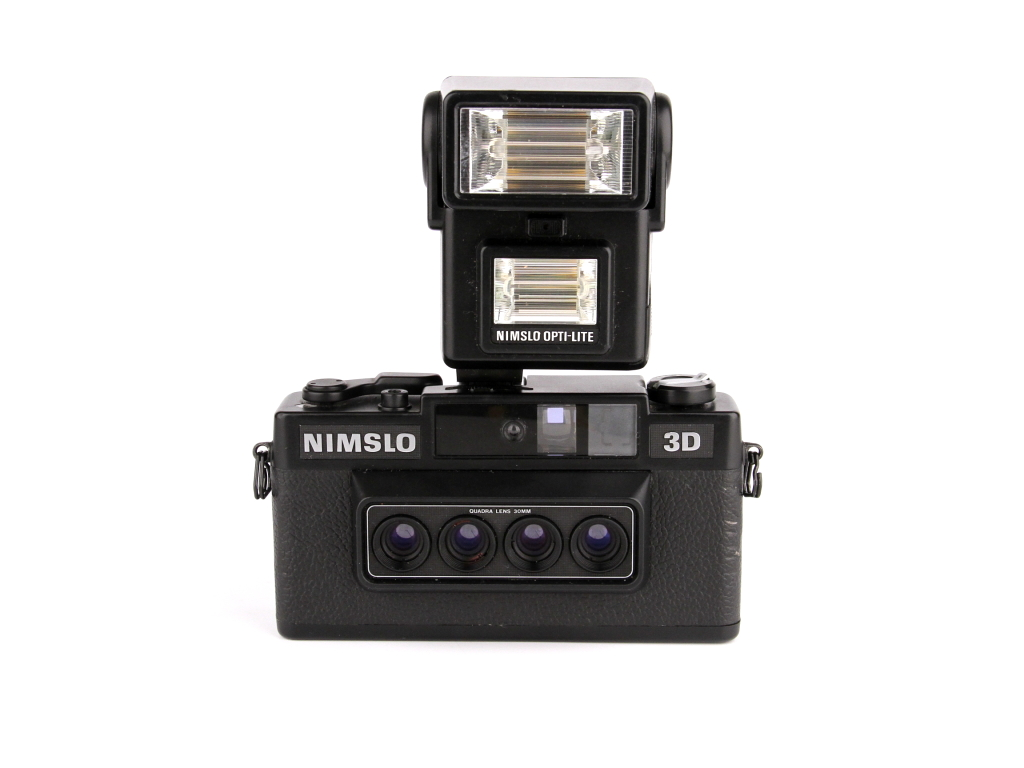
Nimslo со вспышкой Nimslo Opti-Lite
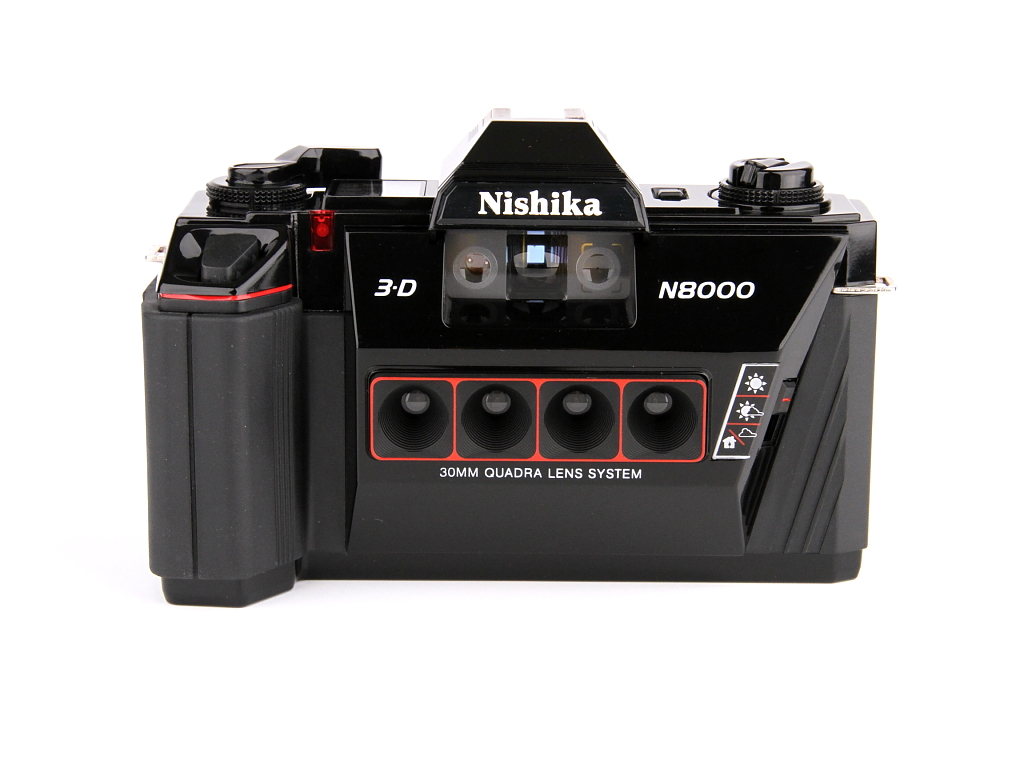
Nishika

- Nishika[6] (1989) — компактная стереокамера, созданная на основе Nimslo. В апреле 1989 года была представлена четырёхлинзовая Nishika N8000, а вскоре и N9000. N8000 имела фиксированную выдержку 1/60 и три значения диафрагмы f/8, f/11 и f/19. N9000 отличалась меньшими габаритами, более изящными формами (по тем временам), но по существу это была та же камера, только с двумя значениями диафрагмы f/8 и f/16. Однако, Nishika тоже прекратила своё существование. По решению суда активы компании были арестованы и Nishika обанкротилась. Обвинение заключалось в использовании мошеннической схемы розыгрыша призов[7].
- Fujifilm FinePix W Series Real 3D — первая цифровая стереокамера.
- Panasonic Lumix 3D — цифровая стереокамера от Panasonic.
- Panasonic 3D Lumix G Vario H-FT012E (12,0/12,5) — объектив-насадка для создания стереоскопических снимков при помощи цифровых фотоаппаратов серии Lumix (модельного ряда со сменными объективами).
- Игровую консоль Nintendo 3DS можно использовать в качестве стереофотоаппарата.

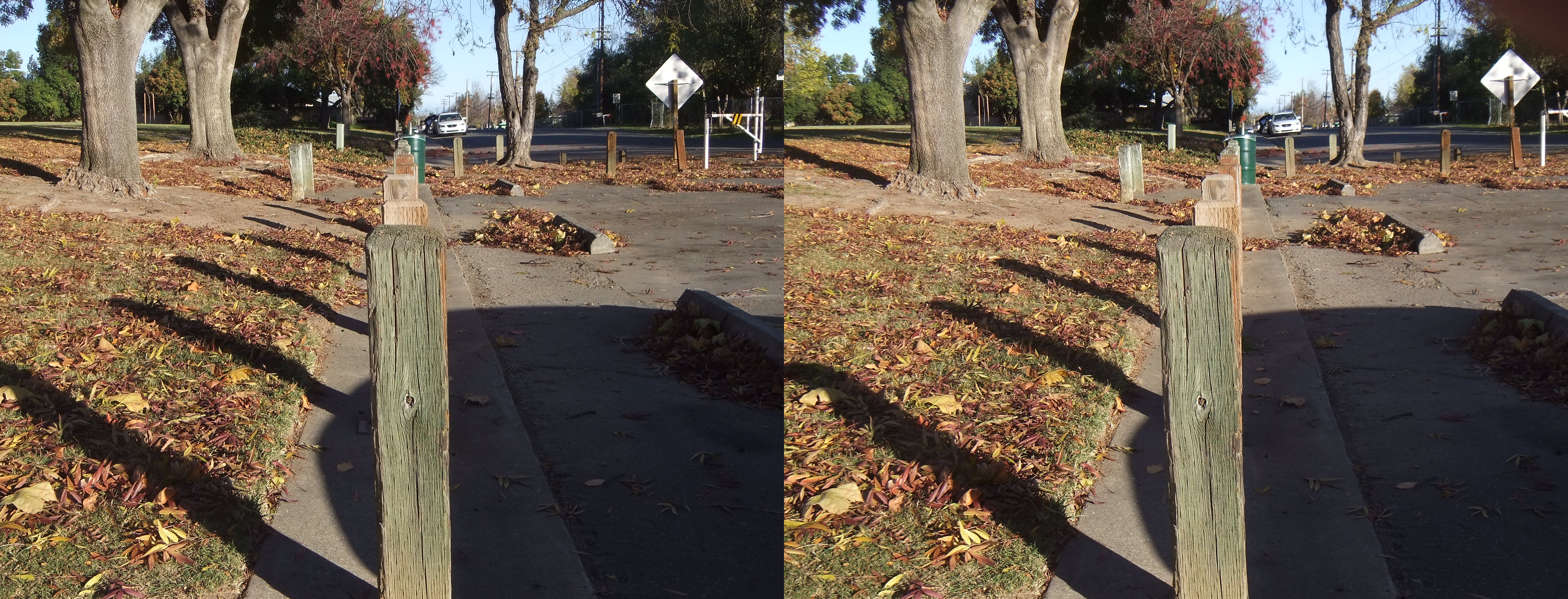
Стереофотография для параллельного просмотра (сделана камерой Fujifilm FinePix W Series Real 3D)

В 2009 году 3D-технологии обрели второе рождение, а вместе с ними и стереокамеры, которые получили развитие в технологии пленоптической камеры, а также цифровых камерах слежения, таких как Minoru 3D Webcam.